# Antonela Mena
Antonela Lucia Mena, née le 8 mars 1988 à Buenos Aires, est une handballeuse internationale argentine.

## Palmarès

### En club
- vice-championne d'Espagne en 2012
- finaliste de la coupe de la Reine en 2012

### En sélection
- participation au championnat du monde en 2011 au Brésil[2] et  2013 en Serbie[3]